# Phacopsis vulpina
Phacopsis vulpina är en lavart som beskrevs av Louis René Tulasne. Phacopsis vulpina ingår i släktet Phacopsis, och familjen Parmeliaceae. Arten är reproducerande i Sverige.